# Caryospora lindsayi
Caryospora lindsayi – gatunek pasożytniczych pierwotniaków należący do rodziny Eimeriidae z podtypu Apicomplexa, które kiedyś były klasyfikowane jako protista. Występuje jako pasożyt drapieżnych ptaków. C. lindsayi cechuje się tym iż oocysta zawiera 1 sporocystę. Z kolei każda sporocysta zawiera 8 sporozoitów.
Obecność tego pasożyta stwierdzono u myszołowa rdzawosternego (Buteo jamaicensis) należącego do rodziny jastrzębiowatych.